# Bertha Quinn
Bertha Quinn (1873–1951) foi uma sufragista e socialista britânica de Leeds, que foi detida cinco vezes e uma vez foi para a prisão, tornando-se uma das primeiras presas sufragistas católicas a ser alimentada à força depois de fazer greve de fome. Quinn se tornou uma conselheira trabalhista de 1929 a 1943, e foi uma representante sindical dos Alfaiates e Trabalhadores de Confecções de 1915 a 1943. Quinn recebeu a Medalha Papal Benemerenti em 1946.